# ヴィルヘルム2世ランド

オーストラリア南極領土内でのヴィルヘルム2世ランド (赤)の位置

ヴィルヘルム2世ランド（Kaiser Wilhelm II Land、ヴィルヘルム2せいランド）は、南極大陸の地域で、東経87度43分にあるペンク岬と東経91度54分にあるフィルヒナー岬の間の海岸とその内陸である。西側ではプリンセス・エリザベス・ランドに接し、東側ではクイーンメリーランドに接する。この地域はオーストラリアがオーストラリア南極領土として領有権を主張しているが、他の南極における領有権主張と同様に、この主張は国際的には承認されていない。

## 探検
この地域は1902年2月22日、ドイツの探検家で地質学者のエーリッヒ・フォン・ドリガルスキーが率いたガウス探検（1901年 - 1903年）中に発見された。ドリガルスキーはこの地を、この探検に対し120万金マルクを出資したドイツ皇帝のヴィルヘルム2世にちなみ、ヴィルヘルム2世ランドと命名した。この探検ではヴィルヘルム2世ランドにある標高370メートルの死火山、ガウスベルク山も発見した。この山の名前はドイツの数学者・物理学者であるカール・フリードリヒ・ガウスにちなんで命名された。